# Liste der Brücken über die Sissle
Die Liste der Brücken über die Sissle enthält die Brücken der Sissle im oberen Fricktal von der Quelle oberhalb Schinznach-Dorf bis zur Mündung bei Sisseln in den Hochrhein.

## Brückenliste
52 Übergänge überspannen den Bach: 33 Strassenbrücken, neun Feldwegbrücken, sieben Fussgänger- und Velobrücken, zwei Rohrträgerbrücken und eine Eisenbahnbrücke.
| Bild | Name                                           | Ort               | Lage | Funktion | Konstruktion   | Material    | Länge in m | Höhe m ü. M. | Bemerkungen |
| ---- | ---------------------------------------------- | ----------------- | ---- | --- | -------------- | ----------- | ---------- | ------------ | --- |
|      | Feldwegübergang                                | Schinznach-Dorf   |      | Feldwegübergang                                                                                                   | Bachdurchlass  | Beton       | 4          | 607          | Verbot für Motorwagen, Motorräder und Motorfahrräder: Waldstrasse Hinweistafel: Hunde an der Leine führen! |
|      | Feldwegübergang                                | Zeihen            |      | Feldwegübergang                                                                                                   | Bachdurchlass  | Beton       | 4          | 554          | |
|      | Waldstrasse-Übergang bei Hombergtanne          | Zeihen            |      | Strassenübergang (einspurig)                                                                                      | Bachdurchlass  | Beton       | 4          | 550          | Verbot für Motorwagen, Motorräder und Motorfahrräder: Direkte Durchfahrt nach Thalheim gestattet |
|      | Waldstrasse-Übergang bei Zimmermatt            | Zeihen            |      | Strassenübergang (einspurig)                                                                                      | Bachdurchlass  | Beton       | 4          | 538          | Verbot für Motorwagen, Motorräder und Motorfahrräder: Direkte Durchfahrt nach Thalheim gestattet |
|      | Iberg-Übergang                                 | Zeihen            |      | Strassenübergang (einspurig)                                                                                      | Bachdurchlass  | Beton       | 4          | 520          | |
|      | Strassenbrücke                                 | Zeihen            |      | Strassenbrücke (einspurig)                                                                                        | Bogenbrücke    | Stein       | 4          | 506          | Die Steinbogenbrücke ist im Inventar historischer Verkehrswege der Schweiz erwähnt. Sackgasse Zufahrt zum Gebäude Iberg 1. |
|      | Feldwegbrücke                                  | Zeihen            |      | Feldwegbrücke | Balkenbrücke   | Beton       | 4          | 496          | |
|      | Neuer Bözbergtunnel (Unterquerung des Flusses) | Zeihen            |      | Eisenbahntunnel (zweispurig)                                                                                      | Tunnel         | Beton       |            | 484          | Der neue Bözbergtunnel wurde 2016–2020 erstellt. Höchstgeschwindigkeit 100 km/h Die Sissle überquert an dieser Stelle den Bözbergtunnel. |
|      | Alter Bözbergtunnel (Unterquerung des Flusses) | Zeihen            |      | Eisenbahntunnel (ehemalig)                                                                                        | Tunnel         | Beton       |            | 479          | Der alte Bözbergtunnel wird als Dienst- und Rettungsstollen genutzt. Die Sissle überquert an dieser Stelle den alten Bözbergtunnel. |
|      | Feldwegbrücke bei Station Effingen             | Effingen          |      | Feldwegbrücke | Balkenbrücke   | Stahl       | 8          | 459          | |
|      | Bözbergtunnel-Zufahrtsbrücke                   | Effingen          |      | Strassenbrücke (einspurig)                                                                                        | Balkenbrücke   | Beton       | 10         | 455          | Privater Werkzugang zum Bözbergtunnel der Autobahn A3. |
|      | Strassenbrücke bei Station Effingen            | Effingen          |      | Strassenbrücke (zweispurig)                                                                                       | Balkenbrücke   | Beton       | 14         | 454          | Veloland-Route 56 Seetal–Bözberg (Etappe 2 Lenzburg – Stein AG) Wanderweg |
|      | A3-Übergang                                    | Effingen          |      | Autobahnübergang (vierspurig) mit zwei Standspuren                                                                | Bachdurchlass  | Beton       | 4          | 445          | Höchstgeschwindigkeit 120 km/h |
|      | Strassenübergang                               | Effingen          |      | Strassenübergang (einspurig)                                                                                      | Bachdurchlass  | Beton       | 4          | 444          | Wanderweg Unterhalb der Brücke befindet sich eine Autobahnunterführung für Fussgänger. Zufahrt zur Schiessanlage Talmatte. |
|      | Strassenübergang                               | Effingen          |      | Strassenübergang (einspurig)                                                                                      | Bachdurchlass  | Beton       | 4          | 440          | Zufahrt zur Schiessanlage Talmatte. |
|      | A3-Übergang                                    | Effingen          |      | Autobahnübergang (vierspurig) mit zwei Standspuren                                                                | Bachdurchlass  | Beton       | 4          | 439          | Höchstgeschwindigkeit 120 km/h |
|      | Feldwegübergang bei Grossmatt                  | Effingen          |      | Feldwegübergang                                                                                                   | Bachdurchlass  | Beton       | 4          | 439          | |
|      | Bahnhofstrasse-Übergang                        | Effingen          |      | Strassenübergang (zweispurig) mit Trottoir 480                                                                    | Bachdurchlass  | Beton       | 4          | 439          | Höchstgeschwindigkeit 80 km/h PostAuto-Buslinie 139 (Effingen – Zeihen – Herznach) |
|      | A3-Zufahrtsstrassenbrücke                      | Effingen          |      | Strassenbrücke (zweispurig)                                                                                       | Balkenbrücke   | Beton       | 15         | 434          | Allgemeines Fahrverbot: Ausgenommen Land-/ Forstwirtschaft und Werkverkehr A3 |
|      | Feldwegbrücke im Brühl                         | Bözen             |      | Feldwegbrücke | Balkenbrücke   | Beton       | 4          | 420          | Das Bauwerk ist denkmalgeschützt. |
|      | Feldwegbrücke im Langacher                     | Bözen             |      | Feldwegbrücke | Balkenbrücke   | Beton       | 4          | 417          | Das Bauwerk ist denkmalgeschützt. |
|      | Feldwegbrücke in der Breite                    | Bözen             |      | Feldwegbrücke | Balkenbrücke   | Beton       | 14         | 408          | Das Bauwerk ist denkmalgeschützt. |
|      | Lindental-Brücke                               | Bözen             |      | Strassenbrücke (zweispurig)                                                                                       | Balkenbrücke   | Beton       | 16         | 401          | Veloland-Route 56 Seetal–Bözberg (Etappe 2 Lenzburg – Stein AG) |
|      | Feldweg Mühle-Brücke                           | Bözen             |      | Strassenbrücke (zweispurig)                                                                                       | Balkenbrücke   | Beton       | 16         | 395          | Die Brücke wurde 1984 erstellt. Verbot für Lastwagen: Ausgenommen Zubringerdienst Zufahrt zur denkmalgeschützten ehemaligen Mühle. |
|      | A3-Übergang                                    | Bözen             |      | Autobahnübergang (vierspurig) mit zwei Standspuren                                                                | Bachdurchlass  | Beton       | 4          | 394          | Höchstgeschwindigkeit 120 km/h |
|      | A3-Übergang                                    | Hornussen         |      | Autobahnübergang (vierspurig) mit zwei Standspuren                                                                | Bachdurchlass  | Beton       | 4          | 389          | Höchstgeschwindigkeit 120 km/h |
|      | Feldwegbrücke                                  | Hornussen         |      | Feldwegbrücke | Balkenbrücke   | Beton       | 11         | 386          | Verbotstafel: Das Betreten und Befahren der Fabrikliegenschaft ist allen Unbefugten untersagt. |
|      | Fussgängersteg                                 | Hornussen         |      | Fussgängerbrücke                                                                                                  | Fachwerkbrücke | Stahl       | 10         | 383          | |
|      | Hauptstrasse-Brücke                            | Hornussen         |      | Strassenbrücke (zweispurig) mit Trottoirs 116                                                                     | Balkenbrücke   | Beton       | 18         | 380          | Die Brücke wurde 1968 erstellt. Höchstgeschwindigkeit 50 km/h PostAuto-Buslinie 137 (Frick – Bözen – Elfingen – Effingen – Brugg) |
|      | Radweg-Brücke                                  | Hornussen         |      | Strassenbrücke (zweispurig)                                                                                       | Balkenbrücke   | Beton       | 14         | 379          | Verbot für Motorwagen und Motorräder: Ausgenommen Zubringerdienst bis Liegenschaften Nr. 51, 54, 56 Veloland-Route 56 Seetal–Bözberg (Etappe 2 Lenzburg – Stein AG) Wanderweg                                                                            |
|      | Ittenthalerstrasse-Brücke                      | Hornussen         |      | Strassenbrücke (zweispurig) mit Trottoir                                                                          | Balkenbrücke   | Beton       | 70         | 375          | Höchstgeschwindigkeit 50 km/h Das Bauwerk überquert auch die Autobahn A3. |
|      | Autobahn A3-Zugangssteg                        | Hornussen         |      | Fussgängerbrücke                                                                                                  | Balkenbrücke   | Beton       | 12         | 373          | Dienstzugang zur A3 über eine Treppe mit abschliessbarem Tor. |
|      | Messstation-Steg                               | Hornussen         |      | Fussgängerbrücke                                                                                                  | Balkenbrücke   | Stahl       | 8          | 365          | Die Brücke dient als hydrometrische Messstation Nr. 342 des Kantons Aargau (BVU Departement Bau, Verkehr und Umwelt). |
|      | Autobahneinfahrt-Übergang                      | Frick – Hornussen |      | Strassenbrücke (einspurig) mit einer Standspur                                                                    | Bachdurchlass  | Beton       | 4          | 352          | Einfahrt Anschluss 17 Frick in Fahrtrichtung Brugg. Höchstgeschwindigkeit 120 km/h |
|      | A3-Übergang                                    | Frick – Hornussen |      | Autobahnübergang (vierspurig) mit zwei Standspuren sowie einer Ausfahrtsspur Anschluss 17 Frick                   | Bachdurchlass  | Beton       | 4          | 351          | Höchstgeschwindigkeit 120 km/h |
|      | A3-Übergang                                    | Frick             |      | Autobahnübergang (vierspurig) mit zwei Standspuren sowie je einer Einfahrts- und Ausfahrtsspur Anschluss 17 Frick | Bachdurchlass  | Beton       | 4          | 349          | Höchstgeschwindigkeit 120 km/h |
|      | Bergstrasse-Brücke                             | Frick             |      | Strassenbrücke (zweispurig) mit Trottoir                                                                          | Balkenbrücke   | Beton       | 90         | 345          | Höchstlänge 10 m Höchstgeschwindigkeit 80 km/h Das Bauwerk überquert auch die Autobahn A3 und ein Feldweg. |
|      | Widenweg-Brücke                                | Frick             |      | Strassenbrücke (zweispurig) mit abgetrenntem Trottoir                                                             | Balkenbrücke   | Beton       | 14         | 340          | Verbot für Motorwagen und Motorräder Kinder Höchstgeschwindigkeit 30 km/h Betonpoller dient als Durchfahrtssperre. Veloland-Route 56 Seetal–Bözberg (Etappe 2 Lenzburg – Stein AG) Wanderweg                                                             |
|      | Kaistenbergstrasse-Brücke                      | Frick             |      | Strassenbrücke (zweispurig) mit Trottoirs 462                                                                     | Balkenbrücke   | Beton       | 21         | 339          | Die Brücke wurde 2008 erstellt. Höchstgeschwindigkeit 50 km/h PostAuto-Buslinien 134 (Stein – Münchwilen – Eiken – Oeschgen – Frick) und 135 (Laufenburg – Frick – Staffelegg – Aarau) Veloland-Route 908 Jurapark-Aargau-Route (Etappe 1 Brugg – Frick) |
|      | A3-Brücke                                      | Frick – Oeschgen  |      | Autobahnbrücke (vierspurig) mit zwei Standspuren                                                                  | Balkenbrücke   | Beton       | 50         | 334          | Höchstgeschwindigkeit 120 km/h Unterhalb der Brücke befindet sich ein Fussgängersteg. Das Bauwerk überquert auch zwei Feldwege. |
|      | Fussgängersteg                                 | Frick – Oeschgen  |      | Fussgänger- und Velobrücke                                                                                        | Balkenbrücke   | Stahl       | 30         | 334          | Die Brücke befindet sich unterhalb der A3-Brücke. |
|      | Rohrträger-Brücke                              | Frick – Oeschgen  |      | Rohrleitungsbrücke                                                                                                | Balkenbrücke   | Beton Stahl | 35         | 334          | |
|      | Vorstadt-Brücke                                | Oeschgen          |      | Strassenbrücke (zweispurig) mit abgetrenntem Trottoir 465                                                         | Balkenbrücke   | Beton       | 14         | 329          | Die Brücke wurde 1952/53 erstellt. Frühere Übergänge waren eine Furt, ein Fussgängersteg und eine Holzbrücke. Höchstgeschwindigkeit 30 km/h PostAuto-Buslinie 134 (Stein – Münchwilen – Eiken – Oeschgen – Frick)                                        |
|      | Weingartenstrasse-Brücke                       | Eiken             |      | Strassenbrücke (zweispurig) mit Trottoir                                                                          | Balkenbrücke   | Beton       | 25         | 315          | |
|      | Messstation-Steg                               | Eiken             |      | Fussgängerbrücke                                                                                                  | Balkenbrücke   | Stahl       | 17         | 314          | Die Brücke dient als hydrometrische Messstation Nr. 331 des Kantons Aargau (BVU Departement Bau, Verkehr und Umwelt). |
|      | Ehlenbergbrücke                                | Eiken             |      | Strassenbrücke (zweispurig) mit Trottoir                                                                          | Balkenbrücke   | Beton       | 75         | 311          | Die Brücke wurde zu Beginn der 1970er-Jahre erstellt. Veloland-Route 56 Seetal–Bözberg (Etappe 2 Lenzburg – Stein AG) Wanderweg Das Bauwerk überquert auch die A3.                                                                                       |
|      | Wuhrlihusbrücke (Sägeweg)                      | Eiken             |      | Strassenbrücke (zweispurig)                                                                                       | Balkenbrücke   | Beton       | 24         | 302          | Unter der heutigen Sisslebrücke sind beidseits noch die Fundamente der Wuhrlihusbrücke von 1851 zu erkennen. Werkverkehr Veloland-Route 2 Rhein-Route (Etappe 8 Bad Zurzach – Rheinfelden)                                                               |
|      | Hauptstrasse-Brücke                            | Eiken             |      | Strassenbrücke (dreispurig) 129                                                                                   | Balkenbrücke   | Beton       | 60         | 301          | Die Brücke wurde 1975 erstellt. Höchstgeschwindigkeit 80 km/h PostAuto-Buslinie 143 (Laufenburg – Kaisten – Sisseln – Stein) Das Bauwerk überquert auch eine Zufahrtsstrasse und einen Wanderweg.                                                        |
|      | SBB-Brücke                                     | Eiken             |      | Eisenbahnbrücke (eingleisig)                                                                                      | Balkenbrücke   | Stein Stahl | 100        | 297          | Höchstgeschwindigkeit 125 km/h Bahnstrecke Koblenz–Stein-Säckingen Das Bauwerk überquert auch einen Wanderweg. |
|      | Fussgängersteg                                 | Sisseln           |      | Fussgänger- und Velobrücke                                                                                        | Balkenbrücke   | Holz Stahl  | 18         | 293          | Die Brücke wurde 2000 erstellt. |
|      | Grossmattstrasse-Brücke                        | Sisseln           |      | Strassenbrücke (zweispurig)                                                                                       | Balkenbrücke   | Beton       | 23         | 291          | Verbot für Motorwagen Metallpoller dienen als Durchfahrtssperre. |
|      | Hauptstrasse-Brücke                            | Sisseln           |      | Strassenbrücke (zweispurig) mit Trottoirs                                                                         | Balkenbrücke   | Beton       | 30         | 290          | Die Brücke wurde 1964 erstellt. Sie ersetzte eine Bogenbrücke. Die erste Brücke wurde 1769–1771 erbaut. Höchstgeschwindigkeit 80 km/h PostAuto-Buslinie 143 (Laufenburg – Kaisten – Sisseln – Stein) Das Bauwerk überquert auch ein Wanderweg.           |
|      | Rohrträger-Übergang                            | Sisseln           |      | Rohrleitungsbrücke                                                                                                | Balkenbrücke   | Stahl       | 25         | 290          | |
|      | Fussgänger-Brücke                              | Sisseln           |      | Fussgängerbrücke                                                                                                  | Balkenbrücke   | Beton       | 15         | 289          | Wanderland-Route 60 ViaRhenana (Etappe 8 Laufenburg – Bad Säckingen) Metallpoller dient als Durchfahrtssperre. |